# Чемпіонат України з американського футболу 2012
Вища Ліга 2012
Дана стаття присвячена Чемпіонату України з американського футболу у Вищій лізі сезону 2012 року.

## Команди учасниці
В порівнянні з минулим роком відмовились від участі у цьому році в розіграші Вищої Ліги білоруська команда Литвини (Мінськ), а Джетс переіменовано на BANDITS тому на старт чемпіонату вийшли наступні учасники:
1. Скіфи-ДонНТУ (Донецьк)
2. Мінськ Зубри (Білорусь)
3. Київські Bandits
4. Київські Слов'яни
5. Харківські Атланти

## Календар змагань
Під час регулярного чемпіонату команда проводить лище по одній грі зі своїм суперником.
Результати ігор:
- 12.05 Атланти-Скіфи-ДонНТУ 10-44
- 13.05 Словяни-Зубри 23-38
- 27.05 Словяни-Атланти 18-7
- 27.05 Bandits-Зубри 35-8
- 9.06 Скіфи-ДонНТУ — Словяни 61-7
- 10.06 Атланти — Bandits 16-37
- 23.06 Скіфи-ДонНТУ — Зубри 8-28
- 24.06 Словяни — Bandits 14-21
- 07.07 Атланти — Зубри 38-20
- 08.07 Bandits — Скіфи-ДонНТУ 7-19

За підсумками регулярного чемпіонату, команди розташувалися у наступній послідовності:

## Вища Ліга 2012 року
| Команда            | СД    | КБ    | МЗ    | КС    | ХА    |
| ------------------ | ----- | ----- | ----- | ----- | ----- |
| Скіфи-ДонНТУ       | ---   | 19:7  | 8:28  | 61:7  | 44:10 |
| Київ Bandits       | 7:19  | ---   | 35:8  | 21:14 | 37:16 |
| Мінськ Зубри       | 28:8  | 8:35  | ---   | 28:23 | 20:38 |
| Київські Слов'яни  | 7:61  | 14:21 | 23:28 | ---   | 18:7  |
| Харківські Атланти | 10:44 | 16:37 | 38:20 | 7:18  | ---   |

## Фінали
Згідно з регламентом змагань у фінальних іграх взяли участь команди, що посіли 1-4 місця за результатами регулярного чемпіонату:
- 21.07 Бронзовий фінал Словяни — Зубри 15-14
- 22.07 Золотий фінал Скіфи-ДонНТУ — Київ Bandits 33-22